# Vlag van Charkiv (oblast)

Vlag van Charkiv (ratio 2:3)

De vlag van Charkiv is sinds 11 mei 1999 het officiële symbool van de oblast Charkiv, samen met het wapen van Charkiv.
Centraal in de vlag staat het wapen van de oblast, met daaronder op een lint de naam van de oblast. De vlag heeft een hoogte-breedteverhouding van 2:3. Het wapen neemt de helft van de hoogte in.
Over de kleuren van de vlag bestaan enkele onduidelijkheden. Volgens het besluit waarmee de vlag is aangenomen is de achtergrondkleur malinovyi, wat ongeveer karmijnrood is (letterlijk: framboos). De vlag wordt echter veel met een roze achtergrondkleur gemaakt. Daarnaast is er twijfel over de kleur van het wapen: het wapen van de oblast Charkiv is groen, net als historische wapens van de streek, maar in de vlag wordt het wapen doorgaans als roze of karmijnrood afgebeeld. Wel duidelijk is dat de randen van de vlag goudgeel zijn.